# مانداکینی
مانداکینی (انگلیسی: Mandakini؛ زادهٔ ۳۰ ژوئیهٔ ۱۹۶۳) یک هنرپیشه اهل هند است. وی بین سال‌های ۱۹۸۵ تا ۱۹۹۹ میلادی فعالیت می‌کرد.
از فیلم‌ها یا برنامه‌های تلویزیونی که وی در آن نقش داشته‌است می‌توان به اسید اشاره کرد.

## فیلم‌شناسی
فهرست برخی از فیلم‌هایی که مانداکینی در آنها به ایفای نقش پرداخته‌است:
- ۱۹۸۵ دوست من
- ۱۹۸۵ رام، گنگا تو ناپاک است
- ۱۹۸۶ پادشاهی
- ۱۹۸۶ جوا
- ۱۹۸۶ آتش و شعله
- ۱۹۸۶ تله
- ۱۹۸۷ مال ما
- ۱۹۸۷ آهن
- ۱۹۸۷ عاشق شو ببین
- ۱۹۸۷ رقص رقص
- ۱۹۸۷ قفل کردن
- ۱۹۸۸ محبت عشق
- ۱۹۸۸ با عزت زندگی می‌کنیم
- ۱۹۸۸ شوالیه
- ۱۹۸۸ تکاور
- ۱۹۸۸ در پول غلطیدن
- ۱۹۸۸ اسید
- ۱۹۸۸ آتش
- ۱۹۸۹ قانون کجاست
- ۱۹۸۹ بازی آخر
- ۱۹۸۹ جنگ باز
- ۱۹۸۹ بی انصافی
- ۱۹۸۹ خون بها
- ۱۹۸۹ دشمنان کشور
- ۱۹۸۹ لکه دار
- ۱۹۹۰ باشکوه
- ۱۹۹۰ نمایشنامه سرنوشت
- ۱۹۹۰ خون تازه
- ۱۹۹۰ جان وفا
- ۱۹۹۰ دشمن
- ۱۹۹۰ فداکاری به نام عشق
- ۱۹۹۰ قضاوت کورکورانه
- ۱۹۹۱ عشق قلبی
- ۱۹۹۱ هموطنان
- ۱۹۹۲ تاجر عشق
- ۱۹۹۲ برقص گوویندا برقص
- ۱۹۹۴ فریبکار
- ۱۹۹۶ قدرتمند